# حكيم كاي-كاظم
حكيم كاي-كاظم، (ولد في 1 أكتوبر 1962)، هو ممثل نيجيري بريطاني اشتهر لعمله في مسلسل ستارز التلفزيوني الأشرعة السوداء وتجسيده لجورج روتاغاندا في 2004 خلال فيلم الدراما فندق رواندا.

## النشأة
وُلد كاي كاظم في لاغوس بنيجيريا، حيث أمضى سنواته الأولى قبل أن تنتقل عائلته إلى لندن بإنجلترا. بدأ اهتمامه بالتمثيل بالمسرحيات المدرسية والمسرح القومي للشباب، هناك حيث اكتشف أنه كان لديه «حب للمسرح والتمثيل». تدرب في مدرسة مسرح بريستول أولد فيك المسرحية وتخرج في عام 1987 وحصل على مكان مع شركة شكسبير الملكية.